# Strada statale 511 Anagnina
La ex strada statale 511 Anagnina (SS 511), ora strada provinciale 511 Anagnina (SP 511), è una strada provinciale italiana, il cui percorso si estende nella provincia di Roma collegando la Capitale a Grottaferrata.

## Percorso
Si diparte dalla strada provinciale 215 Tuscolana in località Osteria del Curato e termina dopo 10 km nel comune di Grottaferrata reinnestandosi sulla stessa SP 215. 
La strada ripercorre il tracciato di un'antica strada romana, la Via Latina, che collegava Roma con Anagni. Attualmente si presenta a quattro corsie, due per ogni senso di marcia, per quasi tutto il suo sviluppo; in prossimità di Grottaferrata si divide in due carreggiate indipendenti a senso unico di circolazione. Frequenti sono comunque gli attraversamenti a raso che fanno di questa arteria una strada prettamente urbana.
Al chilometro 0,5 incrocia il Grande Raccordo Anulare (uscita numero 22).
In seguito al decreto legislativo n. 112 del 1998, dal 2002 la gestione è passata dall'ANAS alla Regione Lazio che ha provveduto al trasferimento dell'infrastruttura al demanio della Provincia di Roma.